# Heliotrygon
A Heliotrygon a porcos halak (Chondrichthyes) osztályának sasrájaalakúak (Myliobatiformes) rendjébe, ezen belül a folyamirája-félék (Potamotrygonidae) családjába tartozó nem.

## Rendszerezés
A nembe az alábbi 2 élő faj tartozik:
- Heliotrygon gomesi Carvalho & Lovejoy, 2011 - típusfaj
- Heliotrygon rosai Carvalho & Lovejoy, 2011